# Chris Smith (fútbol americano)
Chris Smith (Salisbury, Carolina del Norte; 11 de febrero de 1992 - 17 de abril de 2023) fue un jugador de fútbol americano estadounidense que se desempeñaba como ala defensiva en la National Football League (NFL). Fue seleccionado por los Jacksonville Jaguars en la quinta ronda del Draft de la NFL de 2014. Smith también jugó para los Cleveland Browns, Cincinnati Bengals y al fútbol americano universitario en Arkansas.

## Primeros años
Smith asistió a la West Rowan High School en Mount Ulla, Carolina del Norte. En su último año de escuela registró 98 tacleadas y 16,5 capturas.

## Carrera universitaria
En 2010, su primer año como estudiante, Smith jugó seis partidos, registrando tres tacleadas. Como estudiante de segundo año en 2011, jugó en 13 partidos con tres aperturas. Tuvo 31 tacleadas y 3.5 capturas. En su tercer año en 2012, fue el iniciador de 12 partidos, registrando 52 tacleadas y 9.5 capturas. En 2013, su último año universitario, logró registrar 37 tacleadas y 8.5 capturas en 12 partidos. Ese mismo año, Smith fue seleccionado en el segundo equipo de la All-Southeastern Conference (SEC).

## Carrera profesional

### Jacksonville Jaguars
Smith fue seleccionado en el puesto 159 general en la quinta ronda del Draft de la NFL 2014 por los Jacksonville Jaguars. La selección que se utilizó para seleccionar a Smith fue adquirida en un intercambio que envió a Eugene Monroe a los Cuervos de Baltimore. 
Fue liberado por los Jaguars el 13 de septiembre de 2014. Dos días después, fue firmado por su escuadrón de prácticas. Fue ascendido a la lista activa el 20 de octubre. 

### Cincinnati Bengals
El 11 de abril de 2017, los Jaguars cambiaron a Smith a los Bengals de Cincinnati a cambio de una selección de draft condicional de 2018 Smith fue contratado para ayudar a una defensa de los Bengals que terminó 19.ª en la liga en capturas la temporada anterior. Jugó en los 16 partidos, registrando 26 tacleadas y tres capturas en su carrera. 

### Cleveland Browns

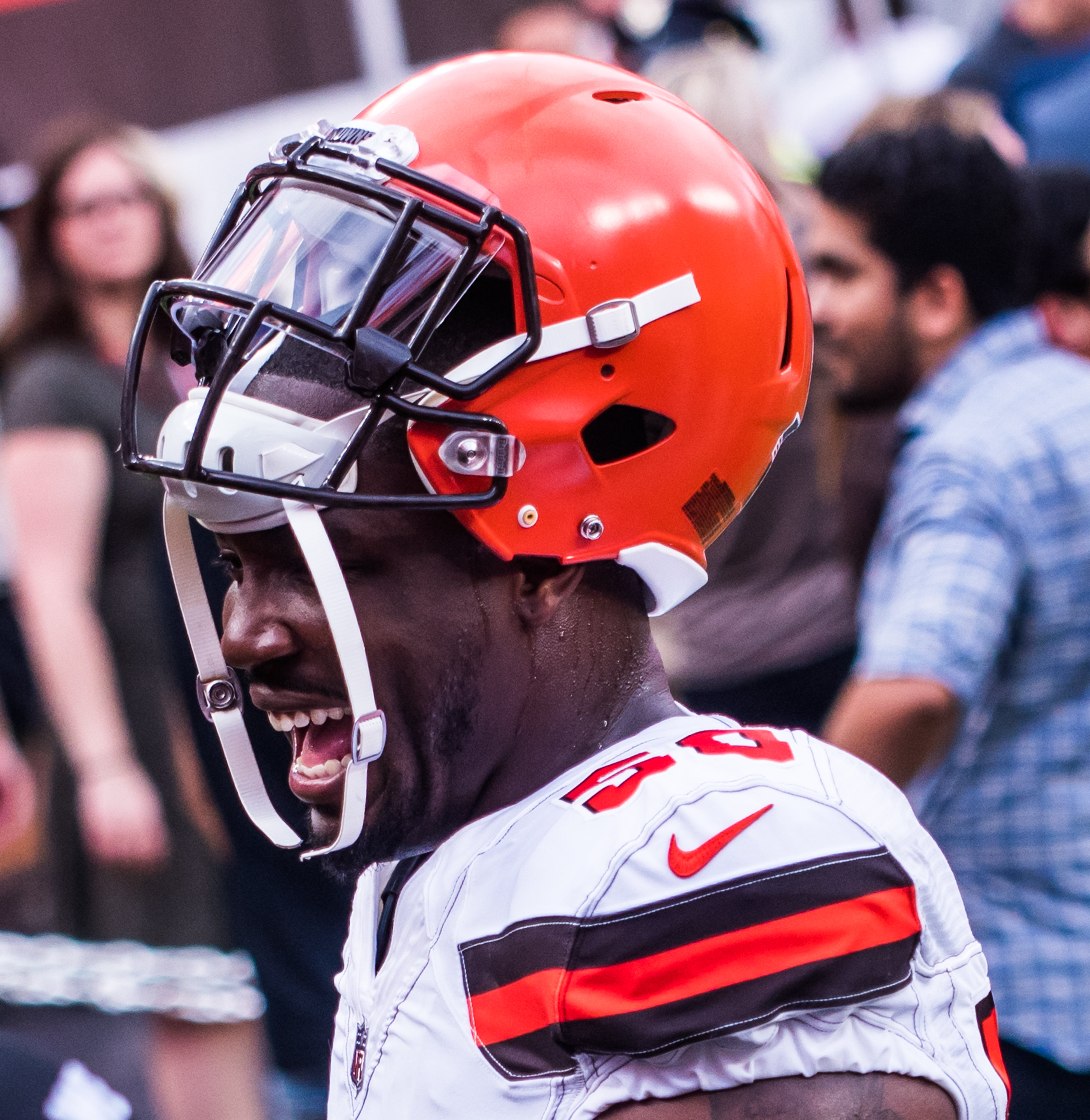
Smith en 2018

El 14 de marzo de 2018, Smith firmó un contrato de tres años con los Cleveland Browns. Jugó en 16 partidos con dos aperturas, registrando 21 tacleadas combinadas, una captura, dos pases defendidos y un balón suelto forzado. 

### Carolina Panthers
El 5 de marzo de 2020. Smith firmó un contrato por un año con Carolina Phanters. Fue liberado el 30 de julio del 2020.

### Las Vegas Raiders
Smith tuvo una prueba con Las Vegas Raiders el 23 de agosto de 2020 y firmó con el equipo al día siguiente. Fue liberado el 5 de septiembre de 2020 y firmó con el equipo de prácticas al día siguiente. Fue subido al equipo titular en octubre 10, octubre 31, noviembre 7 noviembre 21 y noviembre 28 para las semanas 5, 8, 9, 11 y 12 juegos contra Kansas City Chiefs, Cleveland Browns, Los Angeles Chargers, Chiefs y Atlanta Falcons y regeresado al equipo de prácticas después de cada juego.

### Baltimore Ravens
El 27 de julio de 2021, Smith firmó contrato por un año con Baltimore Ravens. Fue liberado el 31 de agosto de 2021 y firmó con el equipo de práctica al día siguiente. Fue liberado el 19 de octubre de 2021.

### Houston Texans
El 3 de noviembre de 2021, Smith fue firmado por el equipo de prácticas de Houston Texans. Fue promovido al equipo titular el 23 de diciembre de 2021-

### Seattle Sea Dragons
Smith firmó con Seattle Sea Dragons de la XFL el 9 de marzo de 2023.

## Vida personal
El 11 de septiembre de 2019, Petara Cordero, la novia de Smith y madre de su hijo, murió después de ser atropellada por un automóvil que pasaba al salir del automóvil de Smith, que se había deshabilitado después de golpear una mediana.

## Muerte
Smith murió el 17 de abril de 2023, a la edad de 31 años. No se ha informado la causa de su fallecimiento.